# アニリド
アニリド(Anilide)またはフェニルアミド(Phenylamide)は、アニリンのアシル誘導体である化合物の分類である。

## 合成
アニリンは、カルボン酸塩化物またはカルボン酸無水物と反応して、アニリドを与える。例えば、アニリンが塩化アセチルと反応すると、アセトアニリドとなる。高温では、アニリンとカルボン酸が反応してアニリドとなる。

## 用途
- 除草剤[2]
- 殺菌剤 - オキシカルボキシン[3]、カルボキシン[4]